# Ostaggio

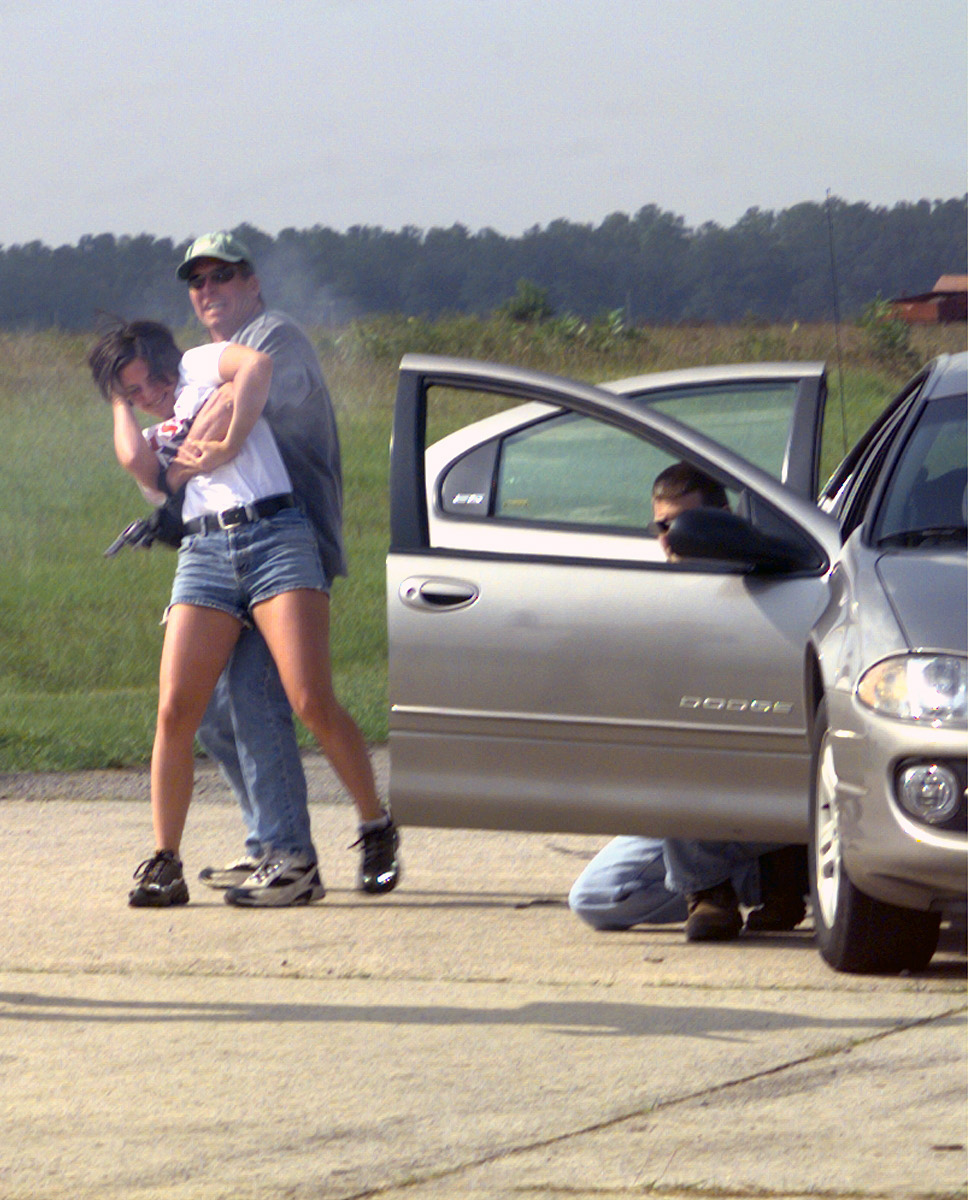
Tirocinanti della polizia che recuperano un ostaggio durante un'esercitazione.

Un ostaggio è una persona fisica tenuta prigioniera per il raggiungimento di un riscatto che può essere di tipo economico o un'altra forma di vantaggio. Una persona che prende uno o più ostaggi è definita solitamente sequestratore.
In generale, nell'uso contemporaneo, il termine indica chiunque sia trattenuto per costringere un altro soggetto, come un parente, un datore di lavoro, un governo o una forza pubblica ad agire per un determinato obiettivo sotto la minaccia di gravi danni fisici all'ostaggio stesso o la sua morte eseguita tramite la scadenza di ultimatum.
Alcuni casi storici di tenuta di ostaggi riguardano la politica colombiana Íngrid Betancourt, lo scrittore britannico Terry Waite, le tre giovani statunitensi Michelle Knight, Amanda Berry e Georgina "Gina" DeJesus, il militare statunitense Bowe Bergdahl, la giornalista italiana Giuliana Sgrena oppure i numerosi ostaggi stranieri in Iraq, Nigeria, Pakistan, Siria e in altri Paesi e gli ostaggi del massacro di Monaco (1972). Negli anni 2010 si sono svolti altri gravi sequestri di ostaggi finiti tragicamente come il sequestro dell'autobus a Manila nelle Filippine (2010) e il sequestro degli ostaggi di Sydney in Australia (2014).

## Pratiche storiche

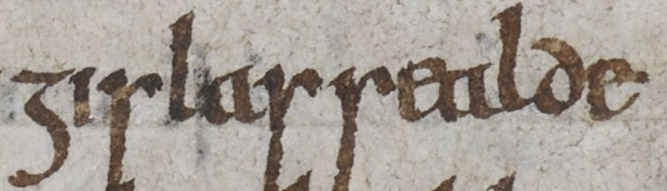
"Gislas" era una parola dell'inglese antico per "ostaggi", a dimostrazione che la pratica era comune in Inghilterra molto prima che il termine "hostage" fosse coniato.

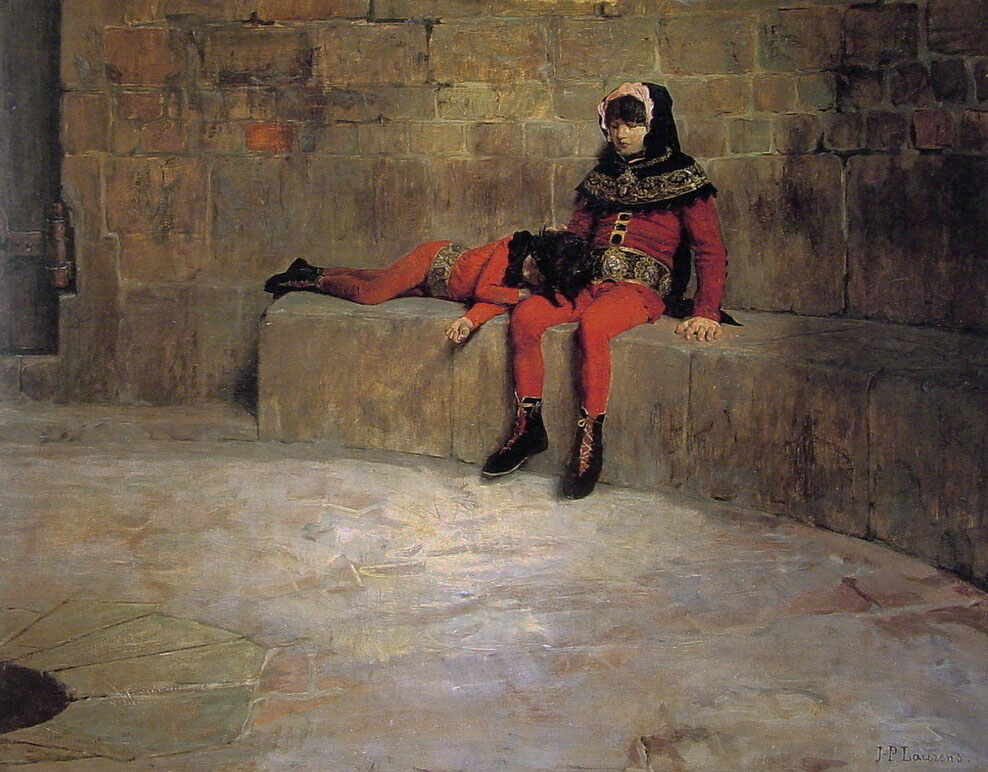
"Ostaggi", dipinto di Jean-Paul Laurens del 1896, Musée des Beaux-Arts, Lione.

La lunga storia dell'uso politico e militare indica che le autorità politiche o i generali avrebbero legalmente accettato di consegnare uno o solitamente più ostaggi sotto la custodia della controparte, come garanzia di buona fede nell'osservanza degli obblighi. Questi obblighi sarebbero sotto forma di firma di un trattato di pace, nelle mani del vincitore, o addirittura di scambio di ostaggi come garanzia reciproca in casi come un armistizio. Le grandi potenze, come l'antica Roma e le potenze coloniali europee, ricevevano in particolare molti di questi ostaggi politici, spesso discendenti dell'élite, persino principi o principesse che venivano generalmente trattati in base al loro rango e sottoposti a un subdolo uso a lungo termine in cui ricevevano un'educazione elitaria o forse anche una conversione religiosa. Ciò li influenzava culturalmente e apriva la strada a una linea politica amichevole se fossero saliti al potere dopo il rilascio.
Ciò ha causato l'elemento gīsl = "ostaggio" in molti nomi personali germanici antichi, e quindi in toponimi derivati da nomi personali, ad esempio Isleworth nella zona ovest di Londra (Regno Unito) dall'inglese antico Gīslheres wyrð (= "recinto appartenente a [un uomo chiamato] Gīsl").
La pratica della presa di ostaggi è molto antica, ed è stata costantemente utilizzata nelle trattative con le nazioni conquistate, e in casi come rese, armistizi e pratiche simili, dove i due belligeranti dipendevano per il suo corretto adempimento dalla reciproca buona fede. I romani erano abituati a prendere i figli dei principi tributari e ad educarli a Roma, garantendo così la continua lealtà della nazione conquistata e anche instillando in un possibile futuro sovrano le idee della civiltà romana. La pratica era comune anche nel sistema tributario cinese imperiale, in particolare tra le dinastie Han e Tang.
La pratica continuò durante l'alto medioevo. L'alto re irlandese Niall, detto Niall dei Nove Ostaggi, ottenne il suo epiteto Noígiallach perché, prendendo in ostaggio nove piccoli re, aveva sottomesso altri nove principati al suo potere.
Questa pratica fu adottata anche nel primo periodo del dominio societario in India e dalla Francia durante la colonizzazione francese del Nord Africa. La posizione dell'ostaggio era quella del prigioniero di guerra, da trattenere fino all'adempimento delle trattative o degli obblighi derivanti dai trattati, e passibile di punizione (nell'antichità), e anche di morte, in caso di tradimento o di rifiuto di adempiere ai propri obblighi o alle promesse fatte.
La pratica della presa di ostaggi come garanzia per l'attuazione di un trattato tra Stati civili è ormai obsoleta. L'ultima occasione fu al Trattato di Aix-la-Chapelle (1748), che pose fine alla guerra di successione austriaca, quando due pari britannici, Henry Bowes Howard, 11º conte di Suffolk, e Charles, 9º barone Cathcart, furono inviati in Francia come ostaggi per la restituzione di Cape Breton alla Francia.
In Francia, dopo la rivoluzione di Prairial (18 giugno 1799), fu approvata la cosiddetta legge degli ostaggi, per far fronte all'insurrezione realista in Vandea. I parenti degli emigrati venivano prelevati dai distretti disturbati e imprigionati, ed erano passibili di esecuzione per ogni tentativo di fuga. Il sequestro delle loro proprietà e la deportazione dalla Francia seguirono all'omicidio di un repubblicano, quattro per ogni omicidio del genere, con pesanti multe per l'intero corpo degli ostaggi. La legge non fece altro che aumentare l’insurrezione. Nel 1796 Napoleone aveva adottato misure simili per fronteggiare l'insurrezione in Lombardia.
In tempi successivi si può dire che la pratica degli ostaggi di guerra ufficiali si limiti a garantire il pagamento di contributi forzati o requisizioni in un territorio occupato e all'obbedienza ai regolamenti che l'esercito occupante ritiene opportuno emanare; o come misura precauzionale, per prevenire atti illegittimi di guerra o di violenza da parte di persone che non appartengono alle forze militari riconosciute del nemico. 

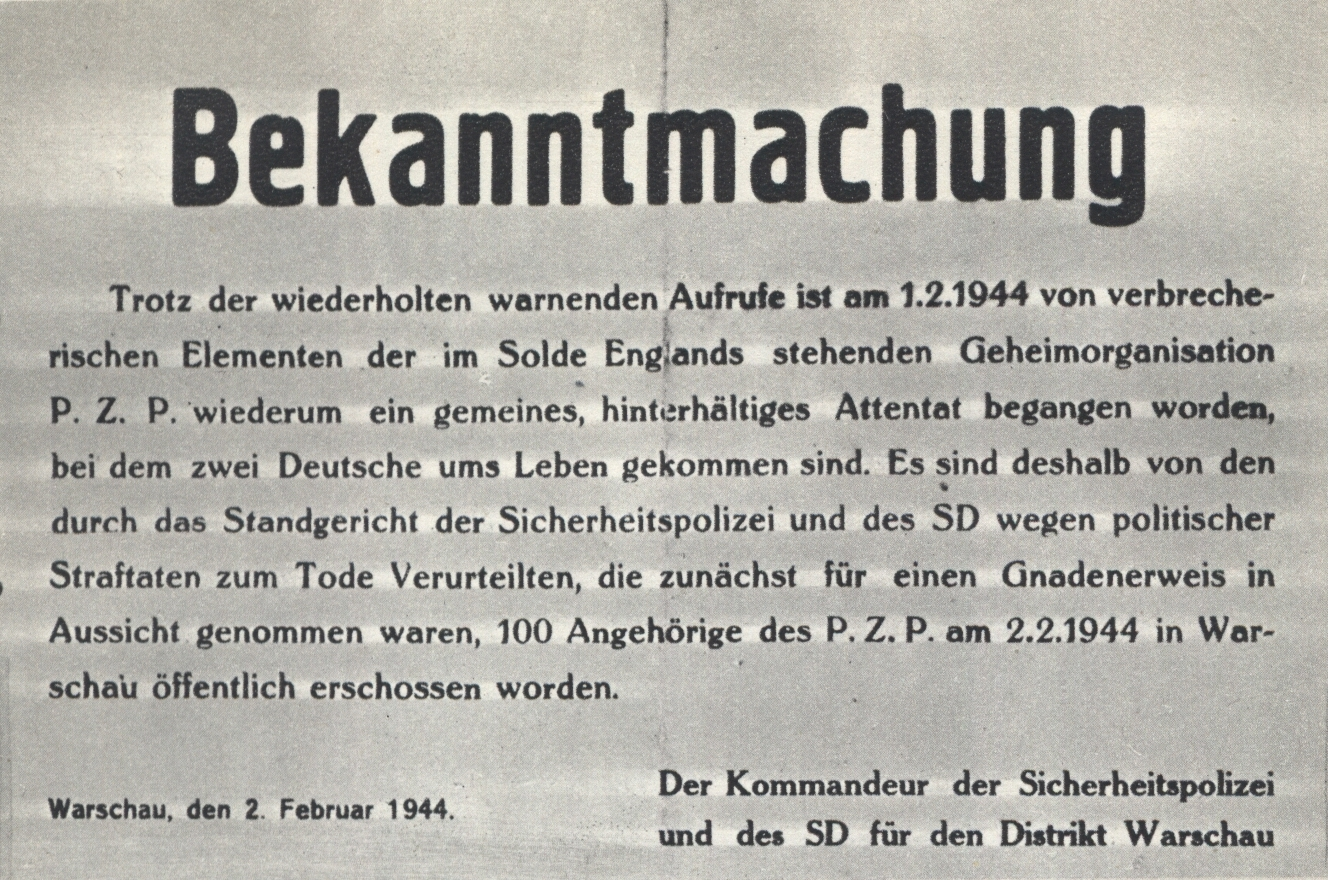
Annuncio tedesco dell'esecuzione di 100 ostaggi polacchi come vendetta per la morte di 2 tedeschi a Varsavia, Polonia occupata, febbraio 1944.

Durante la guerra franco-prussiana del 1870, i tedeschi presero in ostaggio personaggi e funzionari di spicco delle città o dei distretti durante le requisizioni e anche durante le operazioni di foraggiamento, ed era una pratica generale per il sindaco e l'aggiunto di una città che non pagavano un compenso multa inflittagli per essere sequestrato come ostaggio e trattenuto fino al pagamento del denaro. Un altro caso in cui sono stati presi ostaggi nella guerra moderna è stato oggetto di molte discussioni. Nel 1870 i tedeschi ritennero necessario adottare misure speciali per porre fine ai disastri ferroviari compiuti dai "Francs-tireurs" - cioè "partiti non appartenenti alle forze armate riconosciute del nemico" nel territorio occupato, considerato un atto illegittimo di guerra. Cittadini illustri furono posti nella locomotiva del treno affinché si capisse che in ogni incidente causato dall'ostilità degli abitanti, i loro connazionali saranno stati i primi a soffrire. La misura sembrò essere stata efficace. Nel 1900, durante la seconda guerra boera, con un proclama emesso a Pretoria (19 giugno), Lord Roberts adottò il piano per un motivo simile, ma poco dopo (29 luglio) fu abbandonato.
Anche i tedeschi, tra la resa di una città e la sua occupazione definitiva, presero ostaggi come garanzia contro possibili manifestazioni di violenza da parte degli abitanti.
La maggior parte degli studiosi di diritto internazionale hanno considerato ingiustificabile questo metodo per prevenire tali atti di ostilità, sulla base del fatto che le persone prese in ostaggio non sono le persone responsabili dell'atto; che, poiché in base all'uso degli ostaggi di guerra devono essere trattati rigorosamente come prigionieri di guerra, tale esposizione al pericolo viola i diritti di un belligerante; e in quanto inutile, poiché il semplice allontanamento temporaneo di cittadini importanti fino alla fine di una guerra non può costituire un deterrente a meno che il loro semplice allontanamento non privi i combattenti delle persone necessarie alla continuazione degli atti perseguiti. Si è invece sottolineato che gli atti di cui si mira a prevenire non sono atti legittimi da parte delle forze armate del nemico, ma atti illegittimi di privati, che, se catturato, potrebbe essere punito del tutto legittimamente, e che una misura precauzionale e preventiva è più ragionevole della ritorsione. Si può notare, tuttavia, che gli ostaggi soffrirebbero se gli atti perseguiti fossero compiuti dalle forze belligeranti autorizzate del nemico.
L'articolo 50 della Convenzione dell'Aia del 1907 sulla guerra terrestre prevede che: "Nessuna sanzione generale, pecuniaria o di altro tipo, può essere inflitta alla popolazione a causa di atti di individui per i quali essa non può essere considerata collettivamente responsabile". La normativa, però, non allude alla pratica della presa in ostaggio.
Nel maggio 1871, al termine della Comune di Parigi, avvenne il massacro dei cosiddetti ostaggi. A rigor di termini non erano ostaggi, poiché non erano stati consegnati o sequestrati come garanzia per l'esecuzione di un'impresa o come misura preventiva, ma semplicemente come rappresaglia per la morte dei loro leader EV Duval e Gustave Flourens. Il massacro avvenne dopo la sconfitta di Mont Valrien il 4 aprile e l'ingresso dell'esercito a Parigi il 21 maggio. Tra le 52 vittime fucilate in serie, le più notevoli furono Georges Darboy, arcivescovo di Parigi, l'abate Deguery, curato della Madeleine, e il presidente della Corte di cassazione, Louis Bernard Bonjean.

## Diplomazia degli ostaggi
La diplomazia degli ostaggi è la presa di ostaggi per scopi diplomatici.

### Cina
Nell'antica Cina, durante il periodo degli Zhou orientali, gli stati vassalli si scambiavano ostaggi per garantire la fiducia reciproca. Un tale ostaggio era conosciuto come zhìzǐ (質子, "figlio in ostaggio"), che di solito era un principe della casa regnante. Durante la dinastia Han, prendere ostaggi unilaterali costituiti da zhìzǐ era una pratica standard per la monarchia centralizzata per controllare gli stati yí più piccoli.

Alcuni testi classici cinesi, tuttavia, erano contrari al sistema degli ostaggi. Sul famoso scambio di ostaggi tra Zhou e Zheng (周鄭交質), lo Zuo zhuan ha criticato l'accaduto:
Se non c’è la buona fede nel cuore, gli ostaggi non servono. Se le parti agiscono con intelligenza e con reciproca considerazione, le loro azioni sono regolate dalla correttezza, anche se non vi è scambio di ostaggi, non possono essere alienate. (信不由中, 質無益也, 明恕而行, 要之以禮, 雖無有質, 誰能間之) 

### Roma
I romani erano anche abituati a prendere i figli dei principi tributari e ad educarli a Roma, garantendo così la continua lealtà della nazione conquistata e anche instillando l'ideologia romana in un possibile futuro sovrano. Questa pratica fu adottata anche nel primo periodo dell'occupazione britannica dell'India e dalla Francia nelle relazioni con le nazioni arabe del Nord Africa.
Nei tempi contemporanei, la diplomazia degli ostaggi è la presa di ostaggi per scopi diplomatici. Ha una connotazione negativa, associata alla presa di ostaggi criminali, e spesso si manifesta con l'arresto di stranieri con accuse inventate. Gli ostaggi diplomatici vengono quindi tenuti come merce di scambio.

### Esempi moderni

#### Cina
Secondo The Guardian, la Cina ha una lunga esperienza nella diplomazia degli ostaggi, ma ha ripetutamente negato di impegnarsi in tale pratica. Dal 1967 al 1969, il Partito Comunista Cinese tenne di fatto due dozzine di diplomatici e civili britannici come ostaggi. Gli inglesi furono in grado di effettuare il rilascio del loro personale separando la situazione degli ostaggi da questioni politiche ed economiche più ampie attraverso una lunga negoziazione.
È opinione diffusa che la Cina abbia arrestato due canadesi, Michael Spavor e Michael Kovrig, in risposta all'arresto di Meng Wanzhou. Nel 2019, la detenzione dell'australiano Yang Hengjun è stata anche collegata a un rinnovato impegno nella diplomazia degli ostaggi in risposta all'arresto di Meng Wanzhou. Prima della detenzione di Hengjun, il governo australiano aveva aspramente criticato il governo cinese per aver arrestato i due canadesi. L'arresto nel 2020 del conduttore televisivo australiano Cheng Lei è stato visto come una possibile incidenza della diplomazia degli ostaggi. Anche il divieto di uscita del febbraio 2019 imposto al cittadino irlandese Richard O'Halloran è stato considerato un caso di diplomazia degli ostaggi.
Il Lowy Institute ha concluso che l’uso da parte della Cina della diplomazia degli ostaggi, tra le altre cose, mina la loro narrativa di “ascesa pacifica”. Il governo taiwanese ha espresso preoccupazione per il fatto che la legge sulla sicurezza nazionale di Hong Kong verrà utilizzata per facilitare l'ulteriore diplomazia cinese degli ostaggi. Secondo Taiwan News nel 2020 la Cina ha iniziato a praticare la diplomazia degli ostaggi nei confronti di Taiwan, un obiettivo contro il quale non veniva utilizzata da tempo.
Il 15 febbraio 2021, 58 paesi tra cui Giappone, Australia, Regno Unito e Stati Uniti hanno formato una coalizione guidata dal Canada, hanno firmato una dichiarazione non vincolante e hanno condannato la detenzione arbitraria di cittadini stranieri a scopo di influenza diplomatica. Sebbene la Cina non sia stata ufficialmente chiamata in causa, funzionari canadesi e americani hanno affermato che la Cina era stata l’oggetto della dichiarazione. Il ministero degli Esteri canadese affermò che non stava prendendo di mira una singola nazione ma stava esercitando pressioni diplomatiche sulla questione. Poco dopo, l'ambasciata cinese in Canada ha pubblicato un articolo pubblicato dal tabloid Global Times, di proprietà del Partito comunista cinese, in cui respingeva gli sforzi della coalizione come un "attacco aggressivo e sconsiderato progettato per provocare la Cina".
Nel settembre 2021, in seguito al rilascio di Meng Wanzhou, sono stati liberati i due canadesi detenuti in Cina e i due americani detenuti in Cina la cui detenzione era sospettata di essere collegata alla diplomazia degli ostaggi nel caso giudiziario di Meng Wanzhou.
È noto anche che la Cina ha arrestato cittadini americani tra cui Mark Swidan, Alice Lin e Kai Li. Le detenzioni di Swidan e Li sono state giudicate arbitrarie da un gruppo indipendente di esperti in diritti umani presso il Gruppo di lavoro sulla detenzione arbitraria.

#### Turchia
Secondo Eric Edelman e Aykan Erdemir della Fondazione per la Difesa delle Democrazie, la diplomazia degli ostaggi è stata ampiamente utilizzata dal presidente turco Recep Tayyip Erdoğan. Il caso di Andrew Brunson, un pastore americano che lavorava in Turchia e imprigionato nel 2016, è stato ampiamente definito un caso di presa di ostaggi diplomatici.

#### Iran
La moderna diplomazia iraniana degli ostaggi è iniziata subito dopo la rivoluzione iraniana con la crisi degli ostaggi in Iran.
Il governo iraniano ha utilizzato la diplomazia degli ostaggi come strumento diplomatico chiave. Tra gli ostaggi figurano Nazanin Zaghari-Ratcliffe, Jolie King, Kylie Moore-Gilbert, Morad Tahbaz, Kamal Foroughi, Aras Amiri, Kameel Ahmady e Anousheh Ashouri.
Alla fine di settembre 2019, interrogato sul caso Zaghari-Ratcliffe, il presidente iraniano Hassan Rouhani ha paragonato l’incarcerazione di stranieri in Iran all’incarcerazione di iraniani nei paesi occidentali, affermando che i leader di entrambe le parti negavano il potere sulle proprie decisioni. magistratura, e che "tutti dobbiamo" esercitare "uno sforzo costante e concertato... quindi... tutti i detenuti devono essere liberi... ma deve essere una strada bidirezionale".
Nel 2022 l'Iran deteneva dai 20 ai 40 stranieri.

#### Corea del Nord
La Corea del Nord ha fatto ampio uso della diplomazia degli ostaggi come strumento contro gli Stati Uniti, la Corea del Sud, il Giappone, la Malesia e varie nazioni europee. Le persone tenute in ostaggio sono spesso turisti o studenti che si trovano in scambio culturale (ossia che provengono da altri paesi ma stanno studiando per un periodo di tempo in Corea del Nord) accusati di reati minori o di spionaggio. Nel 2019 si è ipotizzato che il regime di Kim Jong-un si fosse evoluto dall'uso di ostaggi per ottenere influenza al loro utilizzo come scudi umani per proteggersi da un temuto intervento americano. Il caso di Otto Warmbier, che si concluse con la sua morte subito dopo il rilascio, è un esempio particolarmente noto di diplomazia degli ostaggi nordcoreana.

#### Russia
La Russia è stata accusata di diplomazia degli ostaggi nei casi di Paul Whelan e Brittney Griner e in passato ha scambiato prigionieri con gli Stati Uniti.

## Aspetti giuridici e legali
Prendere ostaggi in termini moderni è considerato un atto criminale o di terrorismo; l'uso della pratica del sequestro di persona divenne popolare solo negli anni 1970. L'attività criminale è nota come rapimento. Una situazione acuta in cui gli ostaggi sono tenuti in un edificio o in un veicolo preso da terroristi armati o criminali comuni è spesso chiamata "crisi degli ostaggi".
Dal punto di vista del diritto bellico internazionale, l’articolo 3 comune delle Convenzioni di Ginevra del 1949 stabilisce che la presa di ostaggi durante un conflitto interno è un crimine di guerra e resta proibito in qualsiasi momento e in qualsiasi luogo. Nei conflitti internazionali, gli articoli 34 e 147 della Quarta Convenzione di Ginevra affermano che l'utilizzo di civili protetti come ostaggi costituisce una grave violazione della convenzione. Queste convenzioni sono integrate dall’articolo 75, paragrafo 2, lettera c) del I Protocollo aggiuntivo nei conflitti internazionali e dall’articolo 4, paragrafo 2, lettera c) del Protocollo aggiuntivo II nei conflitti interni.
La Convenzione internazionale contro la presa d'ostaggi, che vieta la presa di ostaggi e impone la punizione dei sequestratori, è stata adottata dall’Assemblea generale delle Nazioni Unite nel 1979. Il trattato è entrato in vigore nel 1983 ed è stato ratificato da tutti tranne 24 paesi. gli stati membri delle Nazioni Unite.
La presa di ostaggi è ancora spesso motivata politicamente o finalizzata a ottenere un riscatto o ad imporre uno scambio contro altri ostaggi o addirittura condannati. Tuttavia, in alcuni paesi la presa di ostaggi a scopo di lucro è diventata un'"industria", e spesso il riscatto è l'unica richiesta.

## Altro uso
Negli antichi popoli germanici la parola per "ostaggio" (gīsl e simili) talvolta ricorreva come parte del nome di un uomo: Ēadgils, Cynegils, Gīslheard, Gīslbeorht, ecc.; a volte, quando un uomo di una nazione era ostaggio in un'altra nazione, la sua posizione di ostaggio era più o meno volontaria: ad esempio la posizione di Æscferð figlio di Ecglāf, che era un ostaggio della Northumbria nel Wessex; combatté sotto Byrhtnōð contro i Vichinghi nella battaglia di Maldon il 10 agosto 991 d.C. (rif. righe 265 e seguenti), e probabilmente morì in tale battaglia.
Dibattuta è anche la questione omerica, poiché in greco 'Ομηρος significa "Omero" e anche "ostaggio".
Occasionalmente la parola "ostaggio" viene usata metaforicamente, ad esempio: "La scuola non ha acquistato il terreno perché il suo preside ha perso il treno per andare alla riunione a causa di un incidente stradale; l'intera faccenda si è quindi rivelata ostaggio di una carrozza malfunzionante".

### Legge olandese
Nella legge olandese lo Stato può prendere le persone in "ostaggio" (gijzeling in olandese) per costringerle a comparire in tribunale o (nelle cause civili) se la persona rifiuta di pagare i propri debiti. In quest'ultimo caso, la persona in questione viene condannata a un giorno di reclusione per ogni 50 euro dovuti senza cancellazione del debito.

## Galleria d'immagini

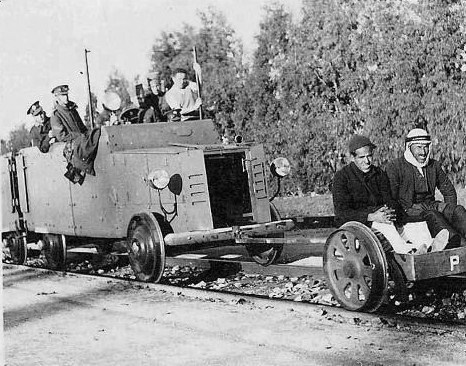
Un vagone ferroviario blindato britannico dietro a cui sono seduti due ostaggi arabi, Mandato britannico della Palestina, 1936.
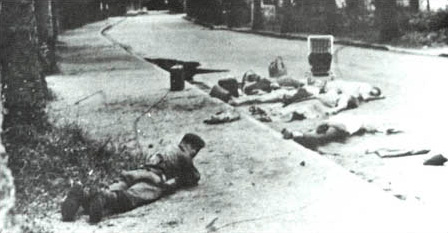
Soldato belga davanti agli ostaggi morti, novembre 1964 a Stanleyville, Congo. I paracadutisti belgi hanno liberato oltre 1.800 ostaggi europei tenuti dai ribelli congolesi durante la crisi del Congo.
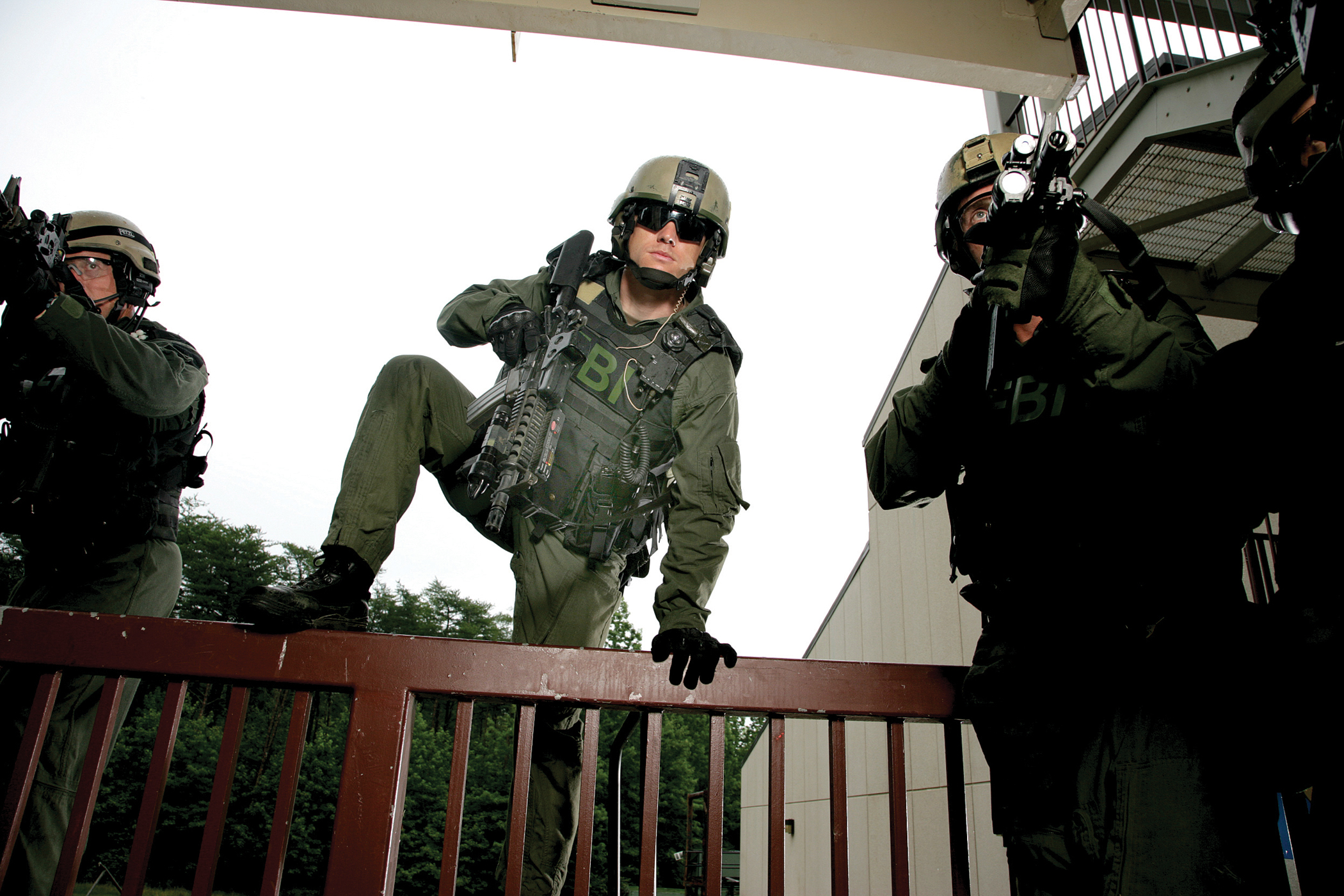
Agenti della squadra di salvataggio degli ostaggi (Hostage Rescue Team).